# Roter Kocher
Der Rote Kocher ist der kleinste Quellbach des Kochers in Oberkochen im Ostalbkreis. Er ist lediglich 150 m lang und heute komplett verrohrt.

## Verlauf

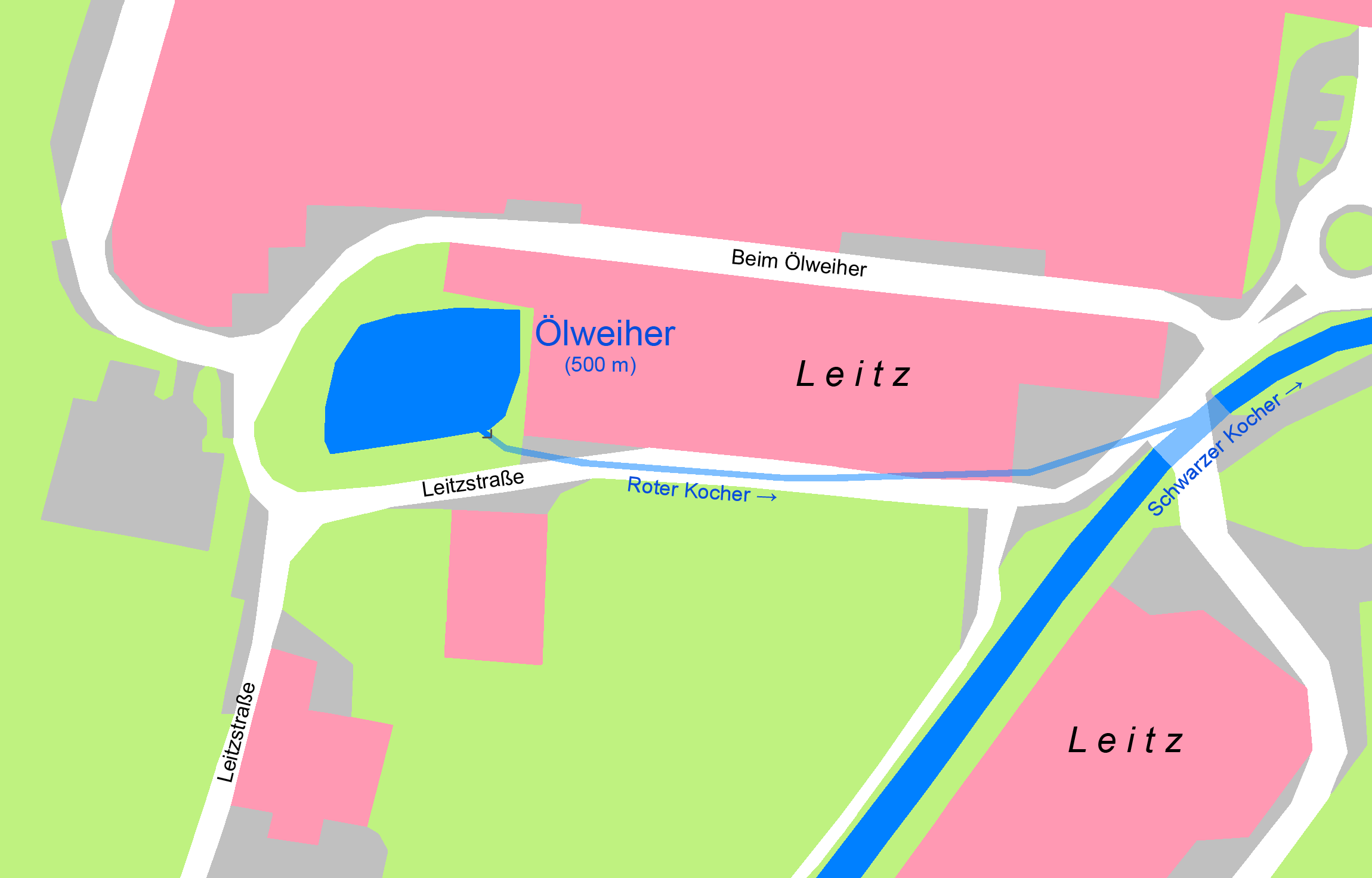
Ungefährer Verlauf des Roten Kochers

Der Rote Kocher entspringt den Kalksteinen der Unteren Felsenkalk-Formation im Jura der Schwäbischen Alb. Seine Karstquellen liegen im Oberkochener Ölweiher in einer nicht frei zugänglichen Parkanlage im Gelände der Firma Leitz GmbH & Co. KG. Eine tiefe, trichterförmige und mehrere seitliche Quellen speisen den Weiher. Der Quelltrichter ist so stark versintert, dass Tauchern der Zutritt in die dahinter liegende Quellhöhle nicht möglich ist. 
Die heutige Parkanlage mit wertvollem Baumbestand bildet einen interessanten Lebensraum für Pflanzen und Tiere. Der Ölweiher liegt am Karstquellenweg.
Unter der Brücke zum rechts des Kochers liegenden Leitz-Firmengeländes mündet der komplett unterirdisch verdolte Rote Kocher von links in den hier bereits 1,4 km langen Schwarzen Kocher.

## Geschichte
Woher die Bezeichnung Roter Kocher kommt, ist unklar, sie könnte aber mit der einstigen Schwert-Schleiferei am Ölweiher und ihren rostigen Abfällen zusammenhängen. Durch Aufstauen des Roten Kochers wurde die Wasserkraft schon frühzeitig für eine Ziegelei, sowie für eine Öl,- und Schleifmühle genutzt. Beim Ölweiher befand sich bis 1912 der abgegangene Wohnplatz und Oberkochener Ortsteil Ziegelhütte.